# Ko Beuzemaker
Nicolaas (Ko) Beuzemaker (Amsterdam, 6 december 1902 – Waalsdorpervlakte (Den Haag), 13 januari 1944) was een Nederlands politicus.
Ko Beuzemaker was de zoon van Nicolaas Cornelis Beuzemaker, orthopedisch instrumentmaker, en Anna Maria Leistenschneider.
Na verscheidene baantjes werd hij uiteindelijk net als zijn broer en twee zussen onderwijzer. Hij stond ruim tien jaar voor de klas. Op 27 mei 1925 trad hij in het huwelijk met Trijntje Wolhoff, die administratief medewerkster was op het kantoor van het Nationaal Arbeids-Secretariaat. Het kinderloze huwelijk werd in 1938 ontbonden. Op 1 februari 1939 hertrouwde hij met Petronella Appel, ook dat huwelijk bleef kinderloos.

## Politieke levensloop
Op de hbs werd hij lid van de Jongelieden Geheel-Onthouders Bond, maar na felle politieke discussies in die organisatie over de Russische revolutie stapte hij in 1919 over naar de Communistische Jeugdbond (CJB, voorheen de 'De Zaaier'). Bij de CJB kwam Beuzemaker in 1922 in het hoofdbestuur. In die tijd werd hij ook lid van de Communistische Partij Holland (CPH).
In 1931 werd Beuzemaker voor de CPH tot lid van de Provinciale Staten van Noord-Holland gekozen en in 1935 tot lid van de gemeenteraad in Amsterdam. In dat jaar werd hij tevens partijvoorzitter van de inmiddels tot Communistische Partij van Nederland hernoemde CPH. Tijdens zijn voorzitterschap kwamen twee belangrijke koerswendingen van de CPN tot stand: de overschakeling naar de Volksfrontpolitiek in 1935 en de verdediging van het Verdrag van non-agressie tussen Duitsland en de Sovjet-Unie in 1939. Hij was populair als partijvoorzitter, maar werd desondanks aan de kant gezet door het driemanschap Paul de Groot, Lou Jansen en Jan Dieters en enkele maanden voor de Duitse inval van zijn functie ontheven. Dit werd echter niet officieel bekendgemaakt; hij bleef tegenover de buitenwereld in functie, totdat de CPN in juli 1940 verboden werd.

## Tweede Wereldoorlog
Beuzemaker en zijn vrouw doken onder tijdens de oorlog. Hij hield zich bezig met vertaal- en schrijfwerk. Naast een autobiografische roman schreef hij veel artikelen over politiek en economie. In 1943 betrok Jan Postma hem bij de leiding van de illegale CPN. Op 10 november 1943 werd hij bij toeval op zijn onderduikadres gearresteerd en op 13 januari 1944 op de Waalsdorpervlakte gefusilleerd.
Op 22 februari 1946 begroeven zijn weduwe, familie en vrienden hem opnieuw op de Oosterbegraafplaats in Amsterdam.
Beuzemaker is later herbegraven op het Ereveld Loenen.
- Biografisch Portaal: 98425410
- Gemeinsame Normdatei: 1054790388
- Virtual International Authority File: 309658881